# Доній Поповаць
45°06′ пн. ш. 15°36′ сх. д. / 45.10° пн. ш. 15.60° сх. д.
Доній Поповаць (хорв. Donji Popovac) — населений пункт у Хорватії, у Карловацькій жупанії у складі міста Слунь.

## Населення
Населення за даними перепису 2011 року становило 20 осіб.
Динаміка чисельності населення поселення: